# Алтындынский сельский округ
 Алтынды́нский се́льский окру́г (каз. Алтынды ауылдық округі) — административная единица в составе Буландынского района Акмолинской области Республики Казахстан.
Административный центр — село Алтынды.

## География
Административно-территориальное образование расположено в юго-восточной части района, граничит:
- на востоке и юге с Аккольским районом,
- на юго-западе с Никольским сельским округом,
- на северо-западе с Отрадным ЛХПП,
- на севере с районом Биржан Сала.

Сельский округ расположен на северных окраинах казахского мелкосопочника. Рельеф местности представляет собой в основном сплошную равнину с малыми возвышенностями и лесными массивами.
Гидрографическая сеть представлена многочисленными озёрами, самое крупное из них — Шошкалы (на границе с районом Биржан Сала).
Климат холодно-умеренный, с хорошей влажностью. Среднегодовая температура воздуха отрицательная и составляет около −2,8 °C. Среднемесячная температура воздуха в июле достигает +19,4 °C, в январе она составляет около −15,4 °C. Среднегодовое количество осадков составляет более 430 мм. Основная часть осадков выпадает в период с мая по август.
Через территорию сельского округа проходит скоростная автомагистраль А-1 (Астана — Боровое).

## История
В 1989 году существовал как Даниловский сельсовет (сёла Даниловка, Богдановка, Боярка, Ельтай, Жанаталап, Красный Май).
В периоде 1991 — 1998 году Даниловский сельсовет был преобразован в сельский округ.
В 2006 году были переименованы следующие населённые пункты:
- село Богдановка в село Алаколь;
- село Даниловка в аул Алтынды.

В 2019 году Даниловский сельский округ был переименован в Алтындынский сельский округ.

## Население
| Численность населения | Численность населения | Численность населения |
| 1989                  | 1999                  | 2009                  |
| --------------------- | --------------------- | --------------------- |
| 2906                  | ↘2307                 | ↘1815                 |

## Состав
| № | Населённый пункт | Тип населённого пункта       | Население, 1989 | Население, 1999 | Население, 2009 |
| - | ---------------- | ---------------------------- | --------------- | --------------- | --------------- |
| 1 | Алаколь          | аул                          | 229             | 355             | 312             |
| 2 | Алтынды          | село, административный центр | 1 491           | 1 207           | 1 011           |
| 3 | Боярка           | село                         | 451             | 353             | 230             |
| 4 | Ельтай           | село                         | 224             | 217             | 145             |
| 5 | Жанаталап        | село                         | 151             | 175             | 117             |
| 6 | Красный Май      | село, упразднено             | 360             | -               | -               |

## Местное самоуправление
Аппарат акима Алтындынского сельского округа — село Алтынды, улица Турсынбека Какишева, 21.
- Аким сельского округа — Байжанов Марал Ельтаевич[1].